# Pareuxoa microstigmoides
Pareuxoa microstigmoides är en fjärilsart som beskrevs av Köhler 1955. Pareuxoa microstigmoides ingår i släktet Pareuxoa och familjen nattflyn. Inga underarter finns listade i Catalogue of Life.